# Interboot

Logo

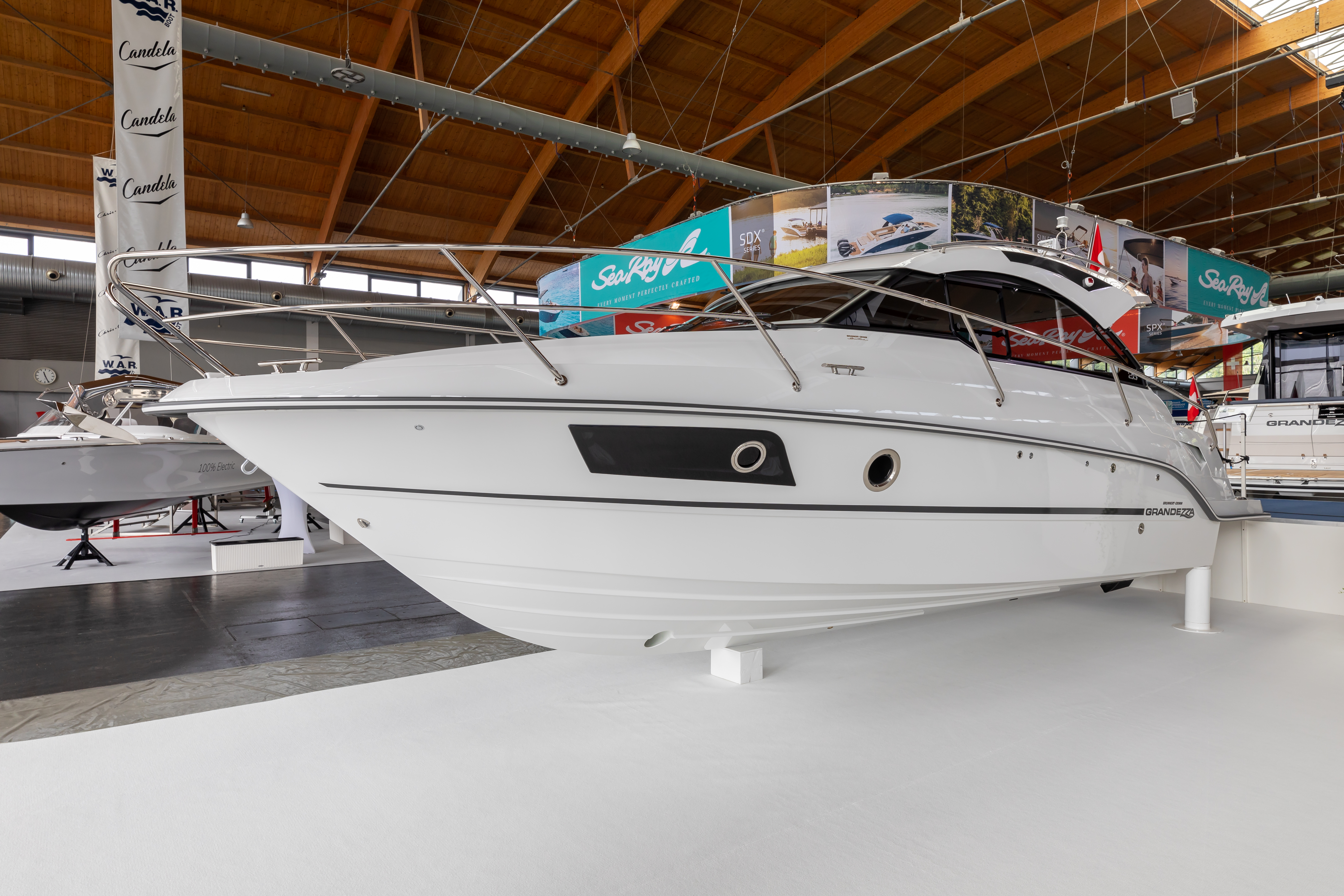
Motorboot auf der Interboot 2020

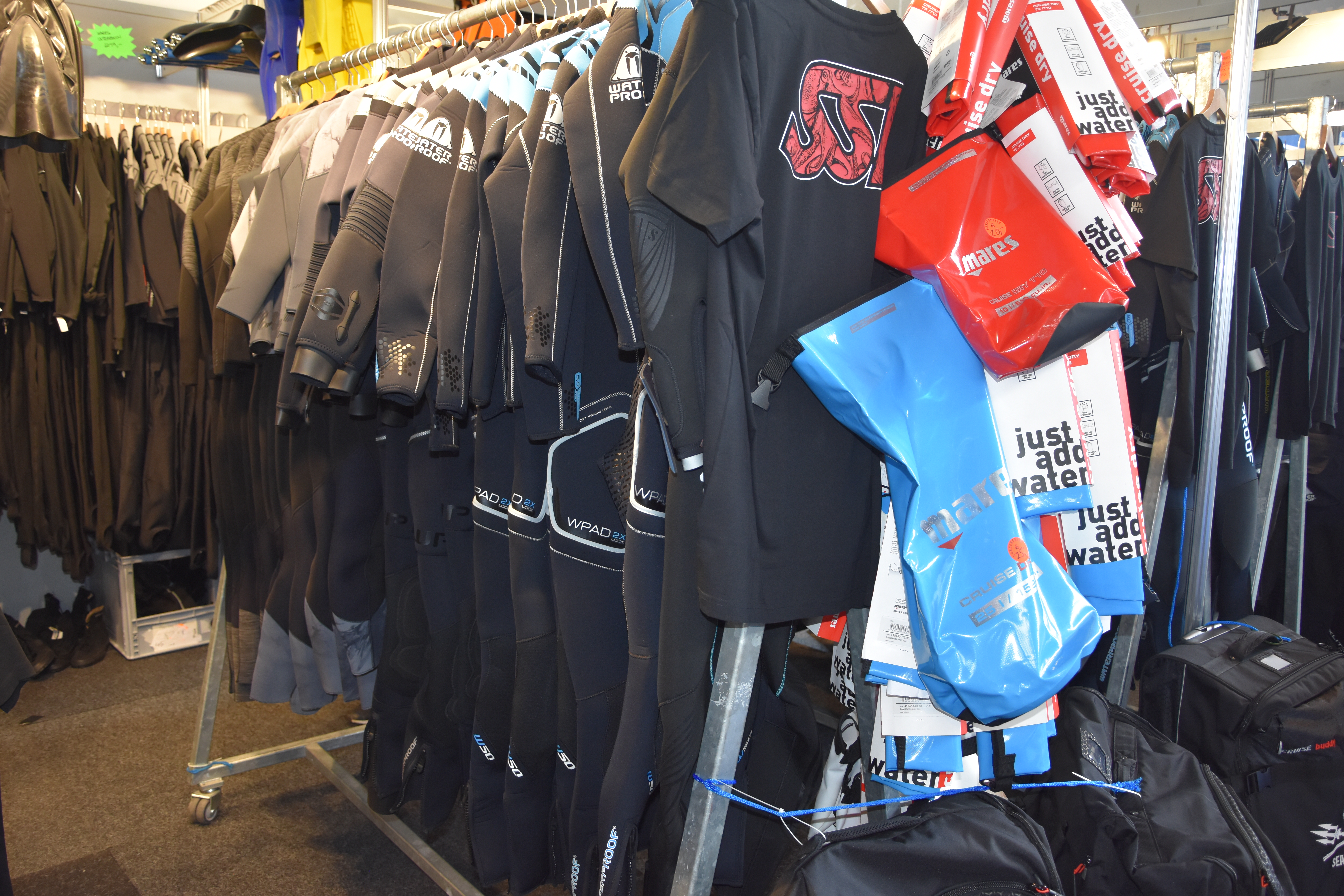
Verkaufsstand für Neoprenanzüge und Wassersportbekleidung

Die Interboot ist eine Wassersportmesse, die jährlich von der Messe Friedrichshafen ausgerichtet wird. Die Messe findet jeweils Ende September statt und dauert seit 2024 fünf Tage. 

## Geschichte
Die erste Messe fand 1962 – damals noch in der Alten Messe – statt. Mit der Fertigstellung der Neuen Messe Friedrichshafen 2002 zog auch diese Veranstaltung auf das neue Gelände.
Die Veranstaltung belegt einen großen Teil der vorhandenen Hallen. Die genaue Zuteilung schwankt, aber grob gibt es ein bis zwei Hallen für Segelboote, drei Hallen für Motorboote, eine Halle für Campingbedarf sowie ein bis zwei Hallen für Ausrüstung und Zubehör. Diverse Anbieter verkaufen unter anderem Bootstrailer sowie Surfbretter und Neoprenanzüge, aber auch Skiausrüstung für den kommenden Winter. Seit 2024 ist ein gemeinsamer Eintritt in die gleichzeitig stattfindende Tauchmesse Interdive möglich. Dort werden Tauchausrüstungen und Tauchferien präsentiert und verkauft.
Im Maritimen Reisemarkt finden Törnberatungen statt, zudem gibt es verschiedene Fachvorträge. 2010 waren auf der Messe 518 Aussteller aus 25 Ländern vertreten.
Rund 100 Motor- und Segelboote können im „Interboot-Hafen“ Friedrichshafen direkt auf dem Bodensee ausprobiert werden.
Sportliche Rahmenveranstaltungen sind verschiedene Regatten wie die Interboot-Trophy für verschiedene Bootsklassen, der BodenseeCup und eine Oldtimer-Regatta.